# 1533
Il 1533 (MDXXXIII in numeri romani) è un anno  del XVI secolo.

## Eventi
- 25 gennaio – Enrico VIII d'Inghilterra celebra a Londra il nuovo matrimonio con Anna Bolena.
- 6 aprile: L'Imperatore del Sacro Romano Impero, Carlo V, concede il diritto a Giampietro Gonzaga 1º Conte di Novellara, di coniare moneta
- 30 aprile – In seguito alla morte del marchese Giovanni Giorgio Paleologo, il Monferrato passa sotto la dominazione dei Gonzaga di Mantova.
- 23 maggio – Il tribunale speciale presieduto da Thomas Cranmer, neo-arcivescovo di Canterbury, dichiara nullo il matrimonio con Caterina; cinque giorni dopo, il 28 maggio, dichiara valido quello con Anna, che il 1º giugno viene incoronata regina mentre Caterina diventa principessa vedova (del principe Arturo).
- 11 luglio – Dopo varie leggi in materia religiosa prima scomunica del re Enrico VIII d'Inghilterra e dell'arcivescovo Cranmer da parte del papa Clemente VII, resa però pubblica qualche tempo dopo e rinnovata da papa Paolo III il 17 dicembre 1538.
- Il 28 ottobre Caterina de' Medici sposò Enrico II di Francia, che in quel momento aveva ancora il titolo di Duca d'Orleans.
- 15 novembre – Francisco Pizarro conquista, saccheggia e incendia Cusco. Nel corso della conquista il popolo inca venne massacrato.
- 3 dicembre – Con la morte di Basilio III di Russia ha inizio la reggenza della sua seconda moglie Elena Vasil'evna Glinskaja, su volontà del marito, che durerà fino al 1538 e sarà definito il “regno di Elena”.
- Durante un disastroso incendio il Palazzo Arcivescovile di Firenze va completamente distrutto.
- Il re del Portogallo divide le proprie colonie in Brasile in 12 capitanie, affidandole a dodici donatarios.

## Nati

### Gennaio
- 1º gennaio - Ferrante Fornari, giurista italiano († 1603)
- 17 gennaio - Giovanni Francesco Gambara, cardinale italiano († 1587)

### Febbraio
- 5 febbraio - Andrea Dudith-Sbardellati, umanista e vescovo cattolico ungherese († 1589)
- 13 febbraio - Christian Kruik van Adrichem, scrittore e presbitero olandese († 1585)
- 28 febbraio - Michel de Montaigne, filosofo, scrittore e politico francese († 1592)

### Marzo
- 4 marzo - Shimazu Yoshihisa, militare giapponese († 1611)
- 10 marzo - Francesco III Gonzaga, nobile italiano († 1550)

### Aprile
- 5 aprile - Giulio Feltrio della Rovere, cardinale italiano († 1578)
- 8 aprile - Claudio Merulo, organista e compositore italiano († 1604)
- 24 aprile - Guglielmo I d'Orange, militare olandese († 1584)

### Maggio
- 1º maggio - Filippo Pigafetta, viaggiatore, militare e letterato italiano († 1604)
- 20 maggio - Bernardino Pallantieri, vescovo cattolico italiano († 1619)

### Giugno
- 14 giugno - Enrico III di Brunswick-Lüneburg, duca tedesco († 1598)
- 22 giugno - Camillo da Correggio, nobile e militare italiano († 1605)

### Agosto
- 2 agosto - Theodor Zwinger, scienziato svizzero († 1588)
- 7 agosto - Alonso de Ercilla, poeta, scrittore e esploratore spagnolo († 1594)
- 7 agosto - Valentin Weigel, teologo, filosofo e scrittore tedesco († 1588)
- 19 agosto - Marco Sittico Altemps, cardinale austriaco († 1595)

### Settembre
- 5 settembre - Jacopo Zabarella, filosofo italiano († 1589)
- 7 settembre - Elisabetta I d'Inghilterra, regina († 1603)
- 13 settembre - Francesco Adorno, gesuita e scrittore italiano († 1586)
- 15 settembre - Caterina d'Austria, nobile († 1572)
- 18 settembre - Yūki Harutomo, militare giapponese († 1614)
- 27 settembre - Stefano I Báthory, re ungherese († 1586)

### Ottobre
- 12 ottobre - Asakura Yoshikage, militare giapponese († 1573)
- 14 ottobre - Anna di Meclemburgo, nobile tedesca († 1602)
- 21 ottobre - Thibault Métezeau, architetto francese

### Novembre
- 6 novembre - Ludovico II de Torres, arcivescovo cattolico, diplomatico e giurista spagnolo († 1584)
- 22 novembre - Alfonso II d'Este, nobile († 1597)

### Dicembre
- 2 dicembre - Andrea Rapicio, vescovo cattolico e giurista italiano († 1573)
- 13 dicembre - Erik XIV di Svezia, re († 1577)
- 15 dicembre - Owen Lewis, vescovo cattolico e diplomatico gallese († 1595)

### Senza giorno specificato
- Enrico Agileo, giurista francese († 1595)
- Vittorio Algarotti, medico italiano († 1604)
- Baltasar Álvarez, mistico spagnolo († 1580)
- Elazar ben Moshe Azikri, rabbino e religioso († 1600)
- Dorotea Barresi e Santapau, nobile italiana († 1591)
- Fabio Biondi, patriarca cattolico italiano († 1618)
- Isotta Brembati, nobildonna e poetessa italiana († 1586)
- Francesco Buonamici, medico, filosofo e scrittore italiano († 1603)
- Martín Cortés Zúñiga, militare messicano († 1589)
- Giovanni Leonardo Di Bona, scacchista italiano († 1578)
- Giovanni Antonio Dosio, architetto e scultore italiano († 1611)
- Anna di Egmont, nobildonna tedesca († 1558)
- Girolamo Fabrici d'Acquapendente, anatomista, chirurgo e fisiologo italiano († 1619)
- Gabriele Fiamma, predicatore, teologo e letterato italiano († 1585)
- Gerald FitzGerald, XV conte di Desmond, rivoluzionario irlandese († 1583)
- Gortzius Geldorp, pittore fiammingo († 1616)
- Ishikawa Kazumasa, militare giapponese
- Kobayakawa Takakage, militare giapponese († 1597)
- John Lumley, I barone Lumley, nobile e letterato inglese († 1609)
- Alessandro Mazzola, pittore italiano († 1608)
- Molanus, teologo tedesco († 1585)
- Murakami Takeyoshi, militare giapponese († 1604)
- Conor O'Devany, vescovo cattolico irlandese († 1612)
- Francesco Palazzi, militare italiano († 1570)
- Cesare Piovene, militare italiano († 1570)
- Antonio Possevino, gesuita, scrittore e diplomatico italiano († 1611)
- Friedrich Risner, matematico e ottico tedesco († 1580)
- Martín Ruiz de Gamboa, generale e esploratore spagnolo († 1590)
- Thomas Stafford, nobile inglese († 1557)
- Niccolò Tornabuoni, vescovo cattolico italiano († 1598)
- Vladimir di Starica, principe russo († 1569)
- Yasui Dōton, mercante giapponese († 1615)
- Giovanni Zecchi, medico italiano († 1601)
- Pierre de Gondi, cardinale e vescovo cattolico francese († 1616)
- Ascanio de' Mori da Ceno, poeta e militare italiano († 1591)
- Margherita di Waldeck, nobildonna tedesca († 1554)
- Amina di Zaria, sovrana nigeriana († 1610)
- Ōmura Sumitada, militare giapponese († 1587)

## Morti

### Gennaio
- 2 gennaio - Girolamo Bencucci, vescovo cattolico e politico italiano (n. 1481)
- 31 gennaio - Ludovica Albertoni, religiosa e mistica italiana
- 31 gennaio - Jakob Köbel, matematico e funzionario tedesco (n. 1462)

### Febbraio
- 8 febbraio - Juan de Ampíes, ufficiale spagnolo
- 11 febbraio - Angelo Gabriel, nobile, politico e umanista italiano (n. 1470)

### Aprile
- 10 aprile - Federico I di Danimarca, re (n. 1471)
- 30 aprile - Giovanni Giorgio del Monferrato, marchese (n. 1488)

### Maggio
- 22 maggio - Isabella del Balzo, regina (n. 1465)
- 31 maggio - Ambrosius Ehinger,  tedesco

### Giugno
- 25 giugno - Maria Tudor, principessa inglese (n. 1496)

### Luglio
- 6 luglio - Ludovico Ariosto, poeta, commediografo e funzionario italiano (n. 1474)
- 26 luglio - Atahualpa, imperatore inca (n. 1497)

### Settembre
- 6 settembre - Jacopo Salviati, politico italiano (n. 1461)
- 17 settembre - Filippo I di Baden, nobile tedesco (n. 1479)
- 20 settembre - Nicolas Champion, compositore fiammingo
- 20 settembre - Antonio Maria Ciocchi del Monte, cardinale italiano (n. 1461)
- 21 settembre - Pietro de Gregorio, giurista italiano (n. 1480)
- 24 settembre - Jean d'Orléans-Longueville, cardinale e arcivescovo cattolico francese (n. 1484)

### Ottobre
- 15 ottobre - Giovanni Francesco II Pico della Mirandola, nobile, filosofo e letterato italiano (n. 1469)
- 15 ottobre - Bonaventura Pistofilo, umanista italiano
- 16 ottobre - Alberto Pico della Mirandola, nobile e militare italiano (n. 1507)

### Novembre
- 11 novembre - Pieter Gillis, giurista e umanista fiammingo (n. 1486)
- 13 novembre - Chalcochima, condottiero inca
- 17 novembre - Sisto Locatelli, religioso italiano (n. 1463)
- 25 novembre - Filippo di Savoia-Nemours, duca (n. 1490)

### Dicembre
- 3 dicembre - Basilio III di Russia, principe russo (n. 1479)
- 10 dicembre - Oberto Cattaneo Lazzari, doge (n. 1473)

### Senza giorno specificato
- Borommaracha IV, sovrano siamese (n. 1502)
- Duarte Pacheco Pereira, militare, esploratore e cartografo portoghese (n. 1460)
- Huáscar, imperatore inca
- Illescas, principe inca
- Luca da Leida, pittore e incisore olandese (n. 1494)
- Tupac Huallpa, imperatore inca
- Vincenzo Archifel, orafo italiano (n. 1461)
- Pietro Barilotto, scultore italiano (n. 1481)
- John Bourchier, politico britannico (n. 1467)
- Caitanya, mistico indiano (n. 1486)
- Jacob Cornelisz van Oostsanen, pittore olandese
- Antonio De Fantis, teologo italiano
- Johann Eberlin von Günzburg, teologo tedesco (n. 1470)
- Lucio Marineo Siculo, umanista, storico e poeta italiano (n. 1444)
- Claude Nourry, tipografo francese
- Girolamo Casio, avventuriero italiano (n. 1464)
- Enea Pio di Carpi, nobile e politico italiano
- Barbara Ragnoni, pittrice italiana (n. 1448)
- Diego Ribero, cartografo e esploratore spagnolo
- Johannes Ruysch, astronomo, cartografo e esploratore olandese
- Satomi Sanetaka, militare giapponese (n. 1483)
- Veit Stoss, scultore, pittore e incisore tedesco (n. 1447)
- Barbara Torelli, nobile italiana
- Hans Wertinger, pittore e disegnatore tedesco
- Fortún Ximénez, navigatore spagnolo
- Merk Sittich I von Ems zu Hohenems, condottiero e mercenario austriaco (n. 1466)

## Calendario
| Calendario 1533 | Calendario 1533 | Calendario 1533 | Calendario 1533 | Calendario 1533 | Calendario 1533 | Calendario 1533 | Calendario 1533 | Calendario 1533 | Calendario 1533 | Calendario 1533 | Calendario 1533 | Calendario 1533 | Calendario 1533 | Calendario 1533 | Calendario 1533 | Calendario 1533 | Calendario 1533 | Calendario 1533 | Calendario 1533 | Calendario 1533 | Calendario 1533 | Calendario 1533 | Calendario 1533 | Calendario 1533 | Calendario 1533 | Calendario 1533 | Calendario 1533 | Calendario 1533 | Calendario 1533 | Calendario 1533 | Calendario 1533 | Calendario 1533 |
| --------------- | --------------- | --------------- | --------------- | --------------- | --------------- | --------------- | --------------- | --------------- | --------------- | --------------- | --------------- | --------------- | --------------- | --------------- | --------------- | --------------- | --------------- | --------------- | --------------- | --------------- | --------------- | --------------- | --------------- | --------------- | --------------- | --------------- | --------------- | --------------- | --------------- | --------------- | --------------- | --------------- |
|                 | 1               | 2               | 3               | 4               | 5               | 6               | 7               | 8               | 9               | 10              | 11              | 12              | 13              | 14              | 15              | 16              | 17              | 18              | 19              | 20              | 21              | 22              | 23              | 24              | 25              | 26              | 27              | 28              | 29              | 30              | 31              |                 |
| Gennaio         | Me              | Gi              | Ve              | Sa              | Do              | Lu              | Ma              | Me              | Gi              | Ve              | Sa              | Do              | Lu              | Ma              | Me              | Gi              | Ve              | Sa              | Do              | Lu              | Ma              | Me              | Gi              | Ve              | Sa              | Do              | Lu              | Ma              | Me              | Gi              | Ve              |                 |
| Febbraio        | Sa              | Do              | Lu              | Ma              | Me              | Gi              | Ve              | Sa              | Do              | Lu              | Ma              | Me              | Gi              | Ve              | Sa              | Do              | Lu              | Ma              | Me              | Gi              | Ve              | Sa              | Do              | Lu              | Ma              | Me              | Gi              | Ve              |                 |                 |                 |                 |
| Marzo           | Sa              | Do              | Lu              | Ma              | Me              | Gi              | Ve              | Sa              | Do              | Lu              | Ma              | Me              | Gi              | Ve              | Sa              | Do              | Lu              | Ma              | Me              | Gi              | Ve              | Sa              | Do              | Lu              | Ma              | Me              | Gi              | Ve              | Sa              | Do              | Lu              |                 |
| Aprile          | Ma              | Me              | Gi              | Ve              | Sa              | Do              | Lu              | Ma              | Me              | Gi              | Ve              | Sa              | Do              | Lu              | Ma              | Me              | Gi              | Ve              | Sa              | Do              | Lu              | Ma              | Me              | Gi              | Ve              | Sa              | Do              | Lu              | Ma              | Me              |                 |                 |
| Maggio          | Gi              | Ve              | Sa              | Do              | Lu              | Ma              | Me              | Gi              | Ve              | Sa              | Do              | Lu              | Ma              | Me              | Gi              | Ve              | Sa              | Do              | Lu              | Ma              | Me              | Gi              | Ve              | Sa              | Do              | Lu              | Ma              | Me              | Gi              | Ve              | Sa              |                 |
| Giugno          | Do              | Lu              | Ma              | Me              | Gi              | Ve              | Sa              | Do              | Lu              | Ma              | Me              | Gi              | Ve              | Sa              | Do              | Lu              | Ma              | Me              | Gi              | Ve              | Sa              | Do              | Lu              | Ma              | Me              | Gi              | Ve              | Sa              | Do              | Lu              |                 |                 |
| Luglio          | Ma              | Me              | Gi              | Ve              | Sa              | Do              | Lu              | Ma              | Me              | Gi              | Ve              | Sa              | Do              | Lu              | Ma              | Me              | Gi              | Ve              | Sa              | Do              | Lu              | Ma              | Me              | Gi              | Ve              | Sa              | Do              | Lu              | Ma              | Me              | Gi              |                 |
| Agosto          | Ve              | Sa              | Do              | Lu              | Ma              | Me              | Gi              | Ve              | Sa              | Do              | Lu              | Ma              | Me              | Gi              | Ve              | Sa              | Do              | Lu              | Ma              | Me              | Gi              | Ve              | Sa              | Do              | Lu              | Ma              | Me              | Gi              | Ve              | Sa              | Do              |                 |
| Settembre       | Lu              | Ma              | Me              | Gi              | Ve              | Sa              | Do              | Lu              | Ma              | Me              | Gi              | Ve              | Sa              | Do              | Lu              | Ma              | Me              | Gi              | Ve              | Sa              | Do              | Lu              | Ma              | Me              | Gi              | Ve              | Sa              | Do              | Lu              | Ma              |                 |                 |
| Ottobre         | Me              | Gi              | Ve              | Sa              | Do              | Lu              | Ma              | Me              | Gi              | Ve              | Sa              | Do              | Lu              | Ma              | Me              | Gi              | Ve              | Sa              | Do              | Lu              | Ma              | Me              | Gi              | Ve              | Sa              | Do              | Lu              | Ma              | Me              | Gi              | Ve              |                 |
| Novembre        | Sa              | Do              | Lu              | Ma              | Me              | Gi              | Ve              | Sa              | Do              | Lu              | Ma              | Me              | Gi              | Ve              | Sa              | Do              | Lu              | Ma              | Me              | Gi              | Ve              | Sa              | Do              | Lu              | Ma              | Me              | Gi              | Ve              | Sa              | Do              |                 |                 |
| Dicembre        | Lu              | Ma              | Me              | Gi              | Ve              | Sa              | Do              | Lu              | Ma              | Me              | Gi              | Ve              | Sa              | Do              | Lu              | Ma              | Me              | Gi              | Ve              | Sa              | Do              | Lu              | Ma              | Me              | Gi              | Ve              | Sa              | Do              | Lu              | Ma              | Me              |                 |